# Liparis kemulensis
Liparis kemulensis är en orkidéart som beskrevs av Johannes Jacobus Smith. Liparis kemulensis ingår i släktet gulyxnen, och familjen orkidéer. Inga underarter finns listade i Catalogue of Life.